# Кубок Парагваю з футболу
Кубок Парагваю з футболу — клубний кубковий турнір з футболу у Парагваї, що був створений у 2018 році. 
Від початку заснування турніру і до 2022 року включно переможець кваліфікувався до Південноамериканського кубка. З 2023 року володар Кубка Парагваю отримує право на участь в Кубку Лібертадорес. У випадку коли переможець вже кваліфікувався через національний чемпіонат, то на континентальний кубок відправляється фіналіст або бронзовий призер, якщо фіналіст також кваліфікувався. Якщо всі три призери національного кубку вже здобули право на участь в Кубку Лібертадорес, то четверта команда від Парагваю також визначається через національний чемпіонат.
З 2021 року володар Кубка Парагваю змагається за Суперкубок Парагваю.

## Історія та формат
Проєкт створення змагання був представлений у грудні 2017 року та офіційно затверджений Футбольною асоціацією Парагваю 20 лютого 2018 року.
Перший розіграш турніру поділявся на два етапи: попередній (регіональний) та національний. У національному етапі брали участь 48 команд. Вже наступного 2019 року в кубку взяли участь 64 команди, всі вони вступили в боротьбу одночасно без попереднього етапу. У 2022 кількість учасників збільшили до 74, команди з другої ліги чемпіонату починають змагання в другому раунді, а з найвищого дивізіону — у третьому.
Першим переможцем турніру став клуб Гуарані (Асунсьйон).

## Фінали
| Рік  | Чемпіон             | Рахунок        | Фіналіст            |
| ---- | ------------------- | -------------- | ------------------- |
| 2018 | Гуарані (Асунсьйон) | 2:2 (пен. 5:3) | Олімпія (Асунсьйон) |
| 2019 | Лібертад            | 3:0            | Гуарані (Асунсьйон) |
| 2021 | Олімпія (Асунсьйон) | 2:2 (пен. 3:1) | Соль де Америка     |
| 2022 | Спортіво Амельяно   | 1:1 (пен. 4:3) | Насьйональ          |
| 2023 | Лібертад            | 1:1 (пен. 4:1) | Спортіво Трініденсе |
| 2024 | Лібертад            | 1:0            | Насьйональ          |

## Титули за клубами
| Клуб                | Титули | Роки перемог     |
| ------------------- | ------ | ---------------- |
| Лібертад            | 3      | 2019, 2023, 2024 |
| Гуарані (Асунсьйон) | 1      | 2018             |
| Олімпія (Асунсьйон) | 1      | 2021             |
| Спортіво Амельяно   | 1      | 2022             |